# 21e arrondissement de Budapest
Pour les articles homonymes, voir Csepel.
Le 21e arrondissement de Budapest (hongrois : Budapest XXI. kerülete ou Csepel) est un arrondissement de Budapest, capitale de la Hongrie. C'est la partie de Budapest située sur l'île de Csepel.

## Localisation
Le 21e arrondissement est situé au sud de Budapest.

## Quartiers
L'arrondissement contient les quartiers suivants :
- Csepel-Belváros
- Csepel-Kertváros
- Csepel-Ófalu
- Csepel-Rózsadomb
- Csepel-Szabótelep
- Csillagtelep
- Erdőalja
- Erdősor
- Gyártelep
- Háros
- Királyerdő
- Királymajor
- Szigetcsúcs